# Sean Burroughs
Pour les articles homonymes, voir Burroughs.
Sean Patrick Burroughs, né le 12 septembre 1980 à Atlanta (Géorgie) et mort le 9 mai 2024 à Long Beach (Californie), est un joueur de troisième but américain des Ligues majeures de baseball sous contrat chez les Dodgers de Los Angeles.
Après avoir commencé sa carrière professionnelle en 2002, Burroughs se retrouve sans abri à la fin des années 2000 et réussit avec succès un retour au baseball à l'âge de 30 ans, cinq ans après sa dernière partie jouée.

## Carrière
Sean Burroughs est le fils de Jeff Burroughs, un voltigeur de baseball ayant joué dans les Ligues majeures de 1970 à 1985.
À l'âge de 12 ans, le jeune Sean lance deux matchs sans coup sûr pour son équipe de Long Beach en Californie qui remporte le championnat des Little League. Ceci lui vaut d'être invité au Late Show with David Letterman.
Sean Burroughs devient en 1998 le choix de première ronde des Padres de San Diego en 1998 et le neuvième joueur sélectionné par un club du baseball majeur cette année-là. Maintenant joueur de troisième but, il est promis à une belle carrière professionnelle et apparaît au fil des ans dans les palmarès des meilleurs joueurs d'avenir que dresse annuellement Baseball America, se classant trois fois dans le top 10, et jusqu’en quatrième position en 2002.

### Jeux olympiques
En 2000, Sean Burroughs remporte la médaille d'or en baseball avec l'équipe des États-Unis aux Jeux olympiques de Sydney.

### Ligue majeure de baseball
Sean Burroughs fait son entrée dans les grandes ligues avec les Padres le 2 avril 2002.
Il maintient une moyenne au bâton de ,271 avec un coup de circuit et 11 points produits en 63 parties jouées à sa saison recrue. Il devient membre régulier de l'effectif des Padres dans les deux saisons suivantes. En 2003, il élève sa moyenne à ,286 et récolte 58 points produits et un sommet en carrière de six circuits en 146 matchs. En 2004, sa moyenne atteint ,298 en 130 matchs joués avec 47 points produits et un record personnel de 156 coups sûrs durant l'année. Après une dernière saison à San Diego en 2005 où il fait une brève apparition de deux matchs en séries éliminatoires, il est échangé en décembre aux Devil Rays de Tampa Bay en retour du lanceur droitier Dewon Brazelton. Il ne dispute que huit matchs avec Tampa en 2006.

### Problèmes personnels
Libéré de son contrat par les Rays, Sean Burroughs signe avec les Mariners de Seattle mais n'est pas invité à faire partie de l'équipe pour la saison 2007. Suivent pour Burroughs plusieurs années très difficiles où il abandonne le baseball. Il sombre dans la drogue et se retrouve à vagabonder, sans domicile fixe, dans les rues de Las Vegas où il se nourrit de ce qu'il trouve dans les ordures. Ayant confronté ses problèmes personnels et étant redevenu sobre, Burroughs tente à l'âge de 30 ans de reprendre sa carrière de joueur de baseball.

### Diamondbacks de l'Arizona
Les Diamondbacks de l'Arizona lui proposent un contrat en novembre 2010. Après avoir amorcé la saison 2011 dans les ligues mineures, Sean Burroughs joue son premier match avec sa nouvelle équipe le 19 mai. C'est son premier match joué en Ligue majeure depuis le 4 mai 2006. Burroughs dispute 78 parties avec les Diamondbacks en 2011, frappant dans une moyenne au bâton de ,273.
Il joue en Séries de divisions 2011 de la Ligue nationale de baseball avec Arizona et frappe un coup sûr opportun dans le cinquième et dernier match de l'affrontement entre les Diamondbacks et les Brewers de Milwaukee, ce qui l'amène à marquer le point égalisateur qui force la tenue de manches supplémentaires. Il termine cette série éliminatoire, que perdent les D-Backs, avec un coup sûr en trois présences au bâton.

### Twins du Minnesota
Devenu agent libre à l'automne 2011, Sean Burroughs signe avec les Twins du Minnesota le 3 janvier 2012 et reçoit une invitation au camp d'entraînement suivant. Il ne joue que dans 10 parties des Twins en 2012.

### Dodgers de Los Angeles
Sean Burroughs signe chez les Dodgers de Los Angeles le 10 avril 2013.